# Amanda Sister
Amanda Sister (* 1. März 1990 in Port Elizabeth) ist eine südafrikanische Fußballspielerin. Die Verteidigerin ist südafrikanische Nationalspielerin.
Sie spielte bei den Birmingham Ladies und den Liverpool Ladies. Als Nationalspielerin absolvierte sie mit Südafrika alle drei Länderspiele bei den Olympischen Spielen 2012 in London, wo die Mannschaft nicht über die Vorrunde hinauskam. Bei der Fußball-Afrikameisterschaft der Frauen 2012 war ihr Dopingtest positiv und sie wurde für ein Jahr gesperrt.